# Eternal Elysium
Eternal Elysium (エターナル・エリシウム, Etānaru Erishiumu) é uma banda de doom metal do Japão, formada em 1991.

## Integrantes
- Yukito Okazaki - vocal e guitarra
- Tana Haugo - baixo
- Antonio Ishikawa - bateria